# Amerzone
Amerzone (также известная как Amerzone: The Explorer’s Legacy) — компьютерная игра в жанре квест, с видом от первого лица, созданная компанией «Microïds» и выпущенная компанией «Ubisoft» в 1999 году. Дизайнером игры выступил Бенуа Сокаль. 24 апреля 2025 года был выпущен одноимённый ремейк для PlayStation 5, Xbox Series X/S, и Windows.

## Сюжет

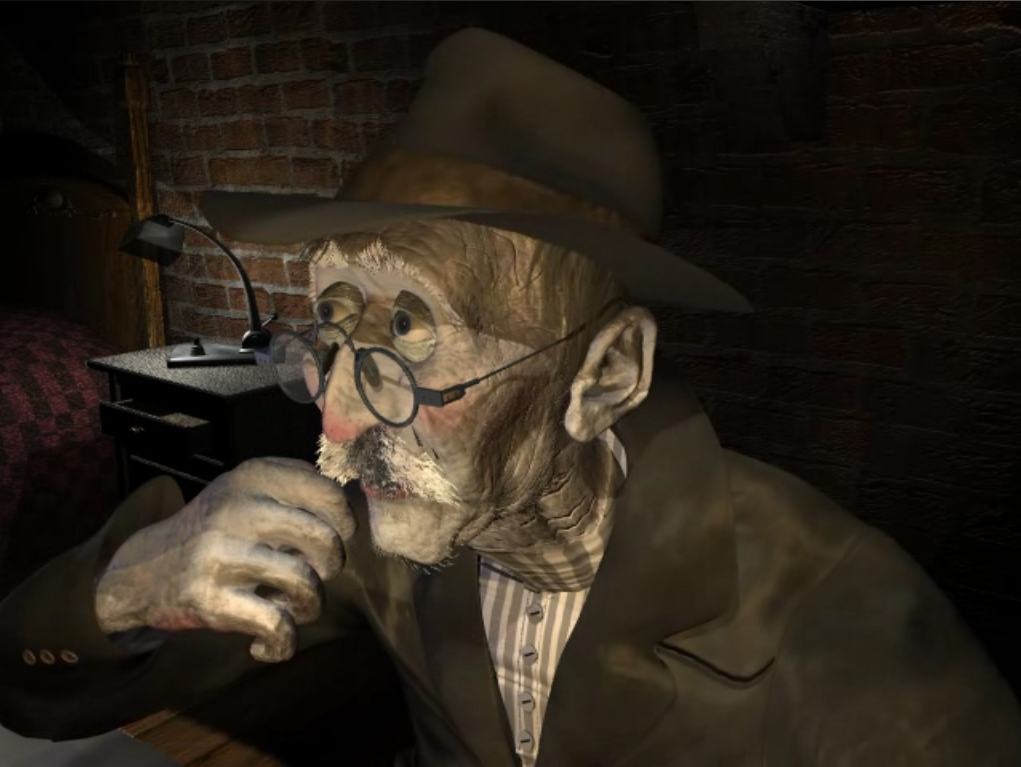
Александр Валембуа.

Игровой процесс

В 1932 году молодой исследователь Александр Валембуа (Alexandre Valembois), желая прославиться, отправился вместе со своим близким другом Антонио Альваресом (Antonio Álvarez) исследовать таинственный остров Амерзон. Подружившись с аборигенами, он стал свидетелем странного ритуала, в котором было задействовано гигантское яйцо знаменитых белых птиц. Желая доказать всему миру существование этих птиц, Александр предал доверие туземцев и украл таинственное яйцо. Увы, после его возвращения во Францию, никто не поверил ни самому Александру, ни его записям об Амерзоне.
Прошло шестьдесят лет, мир изменился. Закончилась Вторая мировая война, а остров Амерзон до сих пор остаётся неисследованным и закрытым для посторонних своим деспотичным лидером, Антонио Альваресом. Александр Валембуа давно состарился и одиноко доживает свой век на заброшенном маяке. Лишь одно не даёт ему покоя: желание исправить совершённую им когда-то ошибку. И вот однажды к старику приходит молодой журналист, чтобы послушать рассказ о его былых приключениях…

## Игровой процесс
Amerzone — это приключенческая игра от первого лица, похожая на Myst, где игрок принимает на себя роль журналиста, который пытается спасти от вымирания редкий вид волшебных птиц. «Напарником» игроку служит странного вида дымное и шумное транспортное средство Hydraflot, которое может, в зависимости от ситуации, становиться самолётом, конвертопланом, парусником и даже подтягивать себя «кошкой». К нему постоянно приходится искать топливо и расчищать проходы, перемещаясь между живописными игровыми локациями и отыскивая подсказки, оставленные Александром Валембуа.

## Оценки и награды
Игра получила престижную премию «PixelINA Award» на фестивале «Imagina’99».
| Сводный рейтинг       | Сводный рейтинг |
| Агрегатор             | Оценка          |
| --------------------- | --------------- |
| GameRankings          | 72,78 %         |
| Иноязычные издания    |                 |
| Издание               | Оценка          |
| IGN                   | 5,5/10          |
| Русскоязычные издания |                 |
| Издание               | Оценка          |
| Absolute Games        | 65 %            |

## Факты
- На самом деле, название «Амерзон» образовалось путём объединения двух слов: «Амазон» (французское название реки Амазонки) и «амер», что означает — «горький»[4].
- Игра была разработана Бенуа Сокалем и Microïds, они же позднее разработали игру Syberia и её продолжение — Syberia II. Эти игры содержат отсылки на Amerzone и находятся в той же вымышленной Вселенной.
- Места, концепции и некоторые персонажи, использованные в Amerzone, берут своё начало из работ Сокаля 80-х годов — серии комиксов про Инспектора Canardo, особенно — из пятого рассказа серии, под названием L’Amerzone.